# 빛과 그림자 (2011년 드라마)
《빛과 그림자》는 2011년 11월 28일부터 2012년 7월 3일까지 방송된 MBC 월화드라마 작품이다.

## 등장 인물

### 주요 인물
- 안재욱 : 강기태 (1947년생) 역

1947년생으로 추정. 빛나라기획 사장이며 순양 유지 강만식의 아들. 순양극장을 운영하는 아버지로부터 쇼비즈니스를 배웠지만, 좋지 않은 일로 신정구와 엮이면서 빛나라 쇼단을 공동 운영하자는 그의 제안을 받고 이를 승낙한다. 이후 쇼단을 이끌며 탁월한 비즈니스 실력과 배짱으로 빛나라 쇼단을 최고의 위치까지 올리고 이정혜와 유채영을 최고의 위치까지 올리게 된다. 그리고 쇼단을 기획사로 바꾸어 그의 인생에 최전성기를 맞지만 차수혁과 장철환의 계략으로 인해 불법 폭력 단체의 수괴 혐의를 억울하게 쓰고 쫓기게 되며 몆차례의 죽음의 고비를 넘게 된다. 하지만 김재욱 중앙정보부장으로 인해 일본으로 밀항하고 3년 후 다시 한국으로 돌아와 자신을 죽음의 문턱까지 몰아 넣었던 장철환과 차수혁을 향한 복수를 시작한다.
- 남상미 : 이정혜 역

한국 최고의 배우로 빛나라 쇼단의 무명가수 신세를 면치 못한 초라한 신세였으나 최성원 감독과 강기태가 공동 제작한 영화로 인해 일약대 스타가 되었다. 이후 수혁과 기태의 구애를 받으며 두 남자 사이에서 갈등한다.
- 이필모 : 차수혁 역

대통령 경호실 요원. 국가 보위 비상대책 위원회 위원. 대통령 직속 비밀 정보조직 실장.청와대 공보수석 비서관. 자신보다 잘난 기태에게 열등감을 가지고 있었고 그 열등감은 곧 출세를 향한 욕망으로 표출되었다. 수혁은 기태를 이기기 위해 장철환에게 충성을 다했고 그는 실세 중의 실세로 떠오르게 된다. 하지만 장철환이 수혁으로 인해 모든 것을 잃고 그의 목을 조여오고 기태도 그를 무너뜨리기 위해 다가오자 수혁은 사랑과 권력을 지키기 위해 목숨을 건 승부를 벌이게 된다. 머리가 비상하고 각종 계략에 능하다.
- 손담비 : 유채영 역

장철환 소유의 호텔 킹스호텔 부속 비밀 클럽의 주인. 빛나라 쇼단 출신의 무용수였으나 한번의 기회로 인해 최고의 섹시 여가수로 떠오르면서 상이란 상은 다 휩쓴 여가수. 외모도 출중하고 뭐하나 빠지는게 없지만 그녀는 자신을 봐주지 않는 기태가 서운하기만 하다.
- 전광렬 : 장철환 역

공화당국회의원. 대통령 경호 실장. 킹스호텔 회장 (브로커). 올림픽 유치 위원장. 비틀린 욕망과 탐욕으로 가득 찬 인물. 권력과 돈을 위해서 살아가는 비정한 인물로 돈과 권력을 위해서라면 수단방법가리지 않는 악인.
- 이종원 : 조명국 역

순양극장 강만식의 비서였으나 권력과 돈에 눈이멀어 강만식을 배신하고 순양극장을 인수한다. 이후 기태와 대립하면서 장철환과 차수혁 양쪽을 오가며 돈과 로비 등으로 권력의 단맛에 취한다. 하지만 장철환이 강기태를 죽이려다 미수에 그치고 자신 대신 감방에 가라는 제의를 하자 장철환, 차수혁과 손을 끓고 기태에게로 돌아선다.
- 성지루 : 신정구 역

빛나라쇼단 단장이었으나 빚 때문에 쇼단 경영권을 기태에게 일임한다. 이후 기태에게 쇼 비즈니스 세계의 빛과 그림자를 전수해주며 기태의 옆을 든든히 지킨다.

### 순양읍 사람들
- 전국환 : 강만식 역

1914년생으로 추정. 기태의 아버지, 순양의 유지. 수혁과 기태를 아끼고 사랑하며 늘 같은 사랑을 쏟았지만 열등감에 빠진 차수혁과 장철환의 계략에 의해 중정대공분실에서 사망한다.
- 박원숙 : 박경자 역

기태의 어머니. 억척스럽지만 기태남매에 대한 사랑은 지극하다.
- 신다은 : 강명희 (1953년생) 역

1953년생으로 추정. 기태의 동생. 수혁을 남모르게 사랑하고 있다. 후에 디자이너로 성공한다.
- 김미경 : 김금례 (1918년생) 역

1918년생으로 추정. 수혁의 어머니. 기태네 집에서 오래도록 식모생활을 도맡아 해왔다. 수혁에 대한 사랑이 지극하다. 수혁의 성공으로 서울로 상경하여 사모님이던 경자와 입장 바뀐 인생을 살게 된다.

### 빛나라 쇼단
- 서승만 : 쟈니보이 역

빛나라 쇼단 간판 사회자
- 김동균 : 앵두보이 역

자니보이의 보조 사회자
- 손진영 : 홍수봉 역

신정구의 비서, 가수 지망생. 신정구의 오른팔 역할을 하며 쇼단 내 업무를 관장한다.
- 조미령 : 순애 역

빛나라 쇼단의 최고참 여자 단원. 단원들에게 까칠하고 차갑게 굴어도 신정구 단장에게는 무한 순애보를 보내는 인물.

### 주변 인물
- 안길강 : 노상택 역

세븐스타쇼단의 단장. 조태수와 연계하여 기태를 견제하려 했지만 장철환과 차수혁에 의해 모질게 당한 뒤 기태에게 협력한다.
- 이세창 : 최성원 역

충무로 최고의 영화배우이자 감독. 기태와 노단장 등과 친분을 유지한다.
- 김희원 : 양태성 역

강자에게 약하고 약자에게 강한 비열한 성격의 소유자, 노상택에게 안좋은 감정을 지니고 있고 기태에게는 우호적이다.
- 류담 : 양동철 역

기태를 따르는 동생. 기태의 오른팔. 명희를 좋아하고있다. 기태 덕에 극장 선전부장으로 취직하여 평생 기태와 동고동락을 하게 되는 인물
- 이아이 : 김계순 역

정혜의 고아원 친구. 기태를 좋아한다. 무용수가 되어 정혜와 함께 쇼단에서 생활하게 된다.
- 하재숙 : 이경숙 역

정혜와 같은 고아원 출신의 언니. 서울에서 미용실을 운영하며 정혜와 함께 살고 있다.
- 이휘향 : 송미진 역

쇼비즈니스계의 실력자로 우주흥업의 사장. 기태의 실력을 알아보고 그를 여러모로 도와주며 키워준다.
- 김뢰하 : 조태수 역

전국구 건달. 사보이호텔에서 연회중이던 신상사파를 치고 서울 명동일대를 장악한 무법자이다. 노상택과 연계하여 강기태를 잡으려다가 장철환과 차수혁의 계략에 말려 기태와 생사를 함께하면서 충복으로 돌아선다. 다른 건달과는 다르게 의리가 있고 자신의 신념에 따라 움직이는 인물이다.
- 김민규 : 반진우 역

기태의 고향 친구. 월남에서 돌아온 이후 기태를 따르며 든든한 후원군이 된다.
- 엄수정 : 윤마담 역

궁정동 요정의 마담

### 그 외 인물
- 박준규 : 박노식 역

대한민국 최고의 액션배우. 일명 마도로스 박으로 불리는 인물
- 김광규 : 피에르 유 역

프랑스 파리 유학파출신의 디자이너. 기태 동생 명희를 옆에 두고 쓰며 모든 것을 전수한다.
- 유연미 : 순덕 역

기태의 집에서 집안일을 돕는 식모
- 김용건 : 유성준 역

전 상하이 쇼단 단장
- 김병기 : 김재욱 역

중앙정보부장. 장철환의 라이벌. 권력을 두고 장철환과 물고 물리는 머니게임을 벌이는 인물로 후에 김풍길과 연계하여 장철환을 견제한다.
- 나르샤 : 이정자 역

쇼단의 가수
- 여호민 : 강철 역 - 조명국 비서
- 권태원 : 한지평 역 - 과거 자유당 시절 동대문의 패권을 장악했던 이정재의 부하 출신으로 이정재가 사형당한 뒤 뒤를 이어 동대문의 패권을 장악, 황제로 군림했다 자신의 목숨을 구해준 기태와 의형제를 맺고 기태를 압박해오는 조태수를 견제한다.
- 공정환 : 안도성 역 - 수혁의 친구이자 부하, 검사 출신. 수혁의 옆을 든든히 지킨다.
- 염동헌 : 정장군 역 - 육사 출신 장성으로 10.26사태 이후 군사 쿠데타를 일으켜 정권을 장악 대통령 자리에까지 올랐다. 장철환을 육사 선배로서 대접하고 장철환과 차수혁을 적절히 이용한다.
- 김규리 : 임미현 역 - 통역사, 송미진의 조카
- 홍진영 : 윤지혜 역 - 빛나라 기획의 가수
- 백일섭 : 김풍길 역 - 일본에서 음성적 사업으로 성공한 사업가. 북한 조총련계와 연계되어 있다. 기태를 친아들처럼 아끼며 기태의 복수를 돕는다.
- 허가윤 : 유현경 역
- 최성민 : 김재욱의 심복 역 - 중앙정보부장 김재욱의 부하
- 독고영재 : 이현수 역 - 이정혜의 아버지. 김풍길과는 라이벌. 처음에는 기태와 정혜의 사이를 인정하지 않다가 김풍길회장의 부탁과 자신을 도운 기태를 보고는 둘 사이를 승낙한다.
- 오성태 : 강만식의 운전기사 역
- 이성호 : 김 회장 역
- 하이석 : 안기부 요원 역
- 출연자 미상 : 안동명 역 - 한국계 야쿠자
- 출연자 미상 : 전인수 역 - 강기태살안교사를 받음
- 출연자 미상 : 조범수 역
- 출연자 미상 : 윤상호 역 - 장철환의 비서
- 정수인 : 하춘화 역
- 박혜영
- 출연자 미상 : 염홍
- 노승진 : 윤진호 역 - 중앙정보부 과장. 장철환의 지시로 기태의 아버지를 고문사하게 한 장본인. 이를 빌미로 기태를 협박하지만 김재욱에게 걸려 조사를 받는다.

### 특별 출연
- 차태현 : 술꾼 역 (2회)
- 승리 : 안재수 역 (9회, 10회)
- 박선우 : 사기꾼 역
- 유상재 : 기자 역
- 김윤찬 : 국보위 관계자 역
- 성민수 : 사채업자 역
- 정승우 : 손기자 역
- 신종국
- 홍예슬 : 송기자 역
- 김현숙
- 이규섭
- 최익준
- 정병호
- 전헌태
- 박종설
- 임대일
- 이우석
- 송승용
- 안일권
- 서지연
- 손선근
- 조재윤
- 백승철
- 오화열
- 장문석
- 장효진
- 이원장
- 이승용
- 윤관우
- 윤종원
- 허남성
- 김미림
- 김영용
- 남문철 : 김진수 감독 역 (1회)

## 주제곡
- 왁스 - 사랑한다
- 안재욱 - 하늘아 제발

## 시청률
최저 시청률과 최고 시청률은 시청률 조사회사와 지역별로 시청률에 차이가 있을 수 있습니다.
| 2011년      | 2011년      | 2011년         | 2011년       |
| 회차        | 방송일      | AGB 시청률     | AGB 시청률   |
| 회차        | 방송일      | 대한민국(전국) | 서울(수도권) |
| ----------- | ----------- | -------------- | ------------ |
| 제1회       | 11월 28일   | 9.5%           | 11.0%        |
| 제2회       | 11월 29일   | 9.8%           | 11.3%        |
| 제3회       | 12월 5일    | 9.0%           | 10.4%        |
| 제4회       | 12월 6일    | 10.5%          | 12.0%        |
| 제5회       | 12월 12일   | 9.0%           | 10.7%        |
| 제6회       | 12월 13일   | 10.1%          | 11.3%        |
| 제7회       | 12월 19일   | 10.7%          | 12.5%        |
| 제8회       | 12월 20일   | 10.6%          | 12.5%        |
| 제9회       | 12월 26일   | 13.2%          | 15.8%        |
| 제10회      | 12월 27일   | 14.1%          | 16.4%        |
| 2012년      |             |                |              |
| 제11회      | 1월 2일     | 12.9%          | 15.3%        |
| 제12회      | 1월 3일     | 15.0%          | 17.8%        |
| 제13회      | 1월 9일     | 13.7%          | 16.2%        |
| 제14회      | 1월 10일    | 14.7%          | 17.1%        |
| 제15회      | 1월 16일    | 16.8%          | 20.0%        |
| 제16회      | 1월 17일    | 17.6%          | 20.6%        |
| 제17회      | 1월 23일    | 14.7%          | 18.0%        |
| 제18회      | 1월 24일    | 17.1%          | 20.2%        |
| 제19회      | 1월 30일    | 16.3%          | 19.0%        |
| 제20회      | 1월 31일    | 17.7%          | 20.7%        |
| 제21회      | 2월 6일     | 16.8%          | 20.8%        |
| 제22회      | 2월 7일     | 19.3%          | 22.8%        |
| 제23회      | 2월 13일    | 17.1%          | 19.9%        |
| 제24회      | 2월 14일    | 19.0%          | 22.0%        |
| 제25회      | 2월 20일    | 17.6%          | 21.1%        |
| 제26회      | 2월 21일    | 18.1%          | 21.4%        |
| 제27회      | 2월 27일    | 15.7%          | 18.5%        |
| 제28회      | 2월 28일    | 16.5%          | 20.3%        |
| 제29회      | 3월 5일     | 16.3%          | 19.6%        |
| 제30회      | 3월 6일     | 17.6%          | 20.7%        |
| 제31회      | 3월 12일    | 17.5%          | 20.5%        |
| 제32회      | 3월 13일    | 17.9%          | 21.0%        |
| 제33회      | 3월 19일    | 22.5%          | 26.2%        |
| 제34회      | 3월 20일    | 22.2%          | 24.8%        |
| 제35회      | 3월 26일    | 20.6%          | 23.4%        |
| 제36회      | 3월 27일    | 23.2%          | 26.6%        |
| 제37회      | 4월 2일     | 21.7%          | 24.8%        |
| 제38회      | 4월 3일     | 23.8%          | 26.8%        |
| 제39회      | 4월 9일     | 21.9%          | 24.9%        |
| 제40회      | 4월 10일    | 24.1%          | 27.3%        |
| 제41회      | 4월 16일    | 20.8%          | 23.2%        |
| 제42회      | 4월 17일    | 22.3%          | 24.9%        |
| 제43회      | 4월 23일    | 21.7%          | 24.4%        |
| 제44회      | 4월 24일    | 23.6%          | 26.5%        |
| 제45회      | 4월 30일    | 21.5%          | 24.3%        |
| 제46회      | 5월 1일     | 22.3%          | 24.9%        |
| 제47회      | 5월 7일     | 20.5%          | 23.6%        |
| 제48회      | 5월 8일     | 22.7%          | 25.9%        |
| 제49회      | 5월 14일    | 21.8%          | 24.3%        |
| 제50회      | 5월 15일    | 22.8%          | 26.0%        |
| 제51회      | 5월 21일    | 21.2%          | 23.8%        |
| 제52회      | 5월 22일    | 21.5%          | 24.5%        |
| 제53회      | 5월 28일    | 20.3%          | 24.0%        |
| 제54회      | 5월 29일    | 20.5%          | 23.0%        |
| 제55회      | 6월 4일     | 20.3%          | 23.6%        |
| 제56회      | 6월 5일     | 21.3%          | 24.8%        |
| 제57회      | 6월 11일    | 18.7%          | 21.7%        |
| 제58회      | 6월 12일    | 19.1%          | 22.4%        |
| 제59회      | 6월 18일    | 18.9%          | 22.0%        |
| 제60회      | 6월 19일    | 19.3%          | 22.3%        |
| 제61회      | 6월 25일    | 18.2%          | 21.4%        |
| 제62회      | 6월 26일    | 19.2%          | 22.4%        |
| 제63회      | 7월 2일     | 17.6%          | 19.4%        |
| 제64회      | 7월 3일     | 19.6%          | 22.0%        |
| 평균 시청률 | 평균 시청률 | 18.1%          | 21.0%        |

## 연장
- 《빛과 그림자》의 방영 분량이 50부작에서 14회 연장되어 64부작으로 변경 · 확정되었다.[2][3]

## 시대적 고증
- 빛과 그림자에서는 70년대 및 80년대의 현대사 고증은 물론이고, 그 당시 생활상까지 모두 드라마에 담으려 노력했다.
  - 드라마 초반부는 70년대 당시 연예계를 뒤흔들었던 대마초 사건을 드라마 중에 포함시켰고, 후반부는 신군부의 집권과 함께 극중 장철환(전광렬 분)이 일으킨 대형 어음사기사건으로 시청자들의 이목을 집중시켰다.
  - 이 대목은 80년대 신군부 집권기 초반에 일어난 장영자와 이철희의 어음사기사건(총칭 장영자 금융사기사건)으로 크게 화제가 되었다.

- - 또한 조총련 관련 에피소드나 슬롯머신 사업 관련 에피소드 및 올림픽 유치문제 등 현대사의 굵직한 사건을 드라마에 그려 더욱 큰 화제를 낳았다.

## 수상 경력
- 2012년 MBC 연기대상 남자 황금연기상 전광렬
- 2012년 MBC 연기대상 특별기획 부문 여자 우수상 손담비

## 동시간대 드라마
- KBS 월화드라마

《브레인》 (2011년 11월 14일 ~ 2012년 1월 17일)
《드림하이 2》 (2012년 1월 30일 ~ 2012년 3월 20일)
《사랑비》 (2012년 3월 26일 ~ 2012년 5월 29일)
《빅》 (2012년 6월 4일 ~ 2012년 7월 24일)
- SBS 월화드라마

《천일의 약속》 (2011년 10월 17일 ~ 2011년 12월 20일)
《샐러리맨 초한지》 (2012년 1월 2일 ~ 2012년 3월 13일)
《패션왕》 (2012년 3월 19일 ~ 2012년 5월 22일)
《추적자 THE CHASER》 (2012년 5월 28일 ~ 2012년 7월 17일)